# Pteroclava crassa
Pteroclava crassa är en nässeldjursart som först beskrevs av Francois Jules Pictet de la Rive 1893.  Pteroclava crassa ingår i släktet Pteroclava och familjen Cladocorynidae. Inga underarter finns listade i Catalogue of Life.